# 積乱雲
積乱雲（せきらんうん、英語: cumulonimbus cloud）とは、強い上昇気流の影響で鉛直方向へ発達した巨大な雲で、雲底から雲頂までの高さは数千メートル(m)、ときに1万 mを超えることもある。また、他に雷雲（らいうん、かみなりぐも）、入道雲（にゅうどうぐも）、かなとこ雲（鉄床雲）などの俗称がある。

## 名称

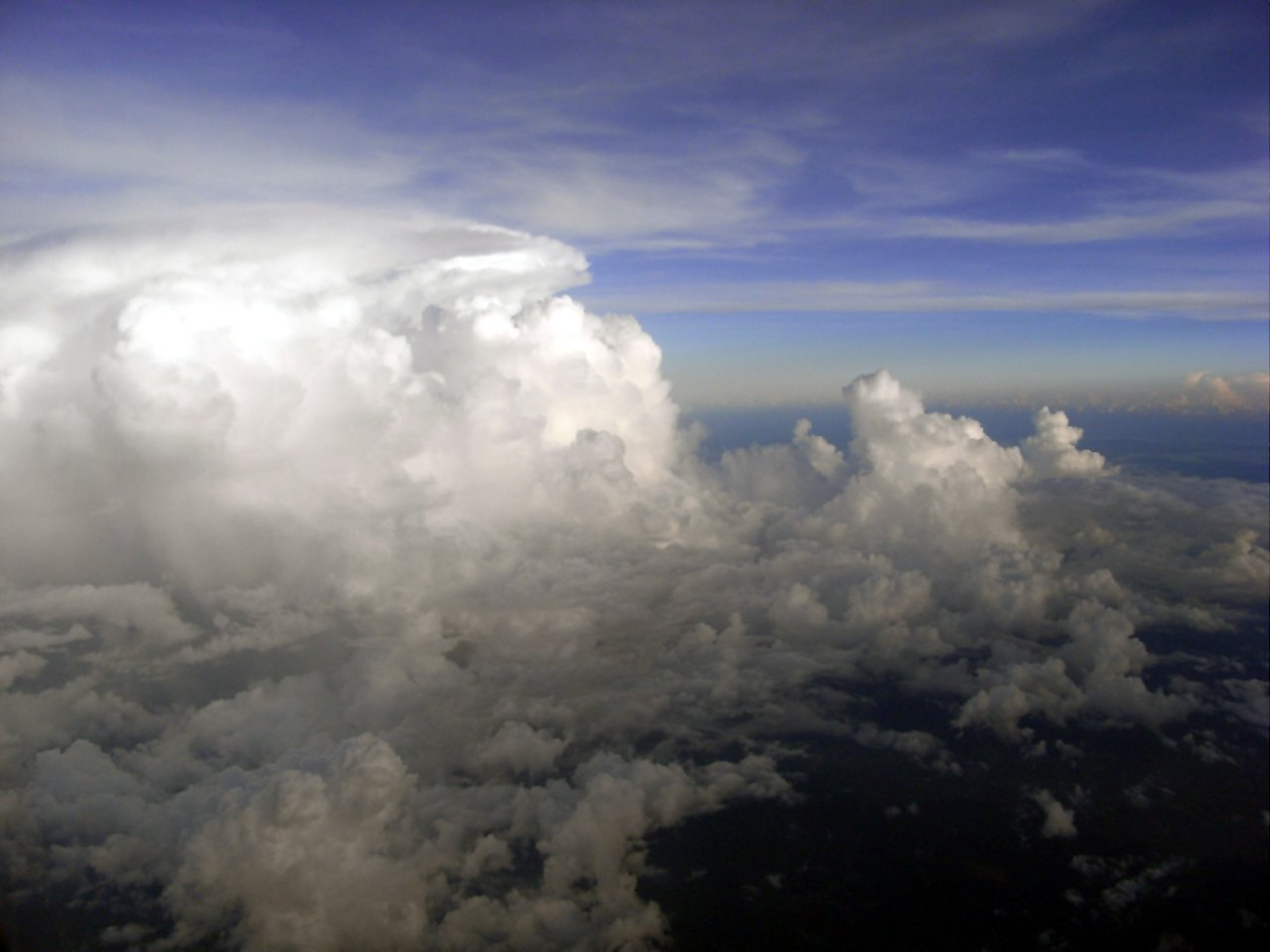
飛行機から見た積乱雲

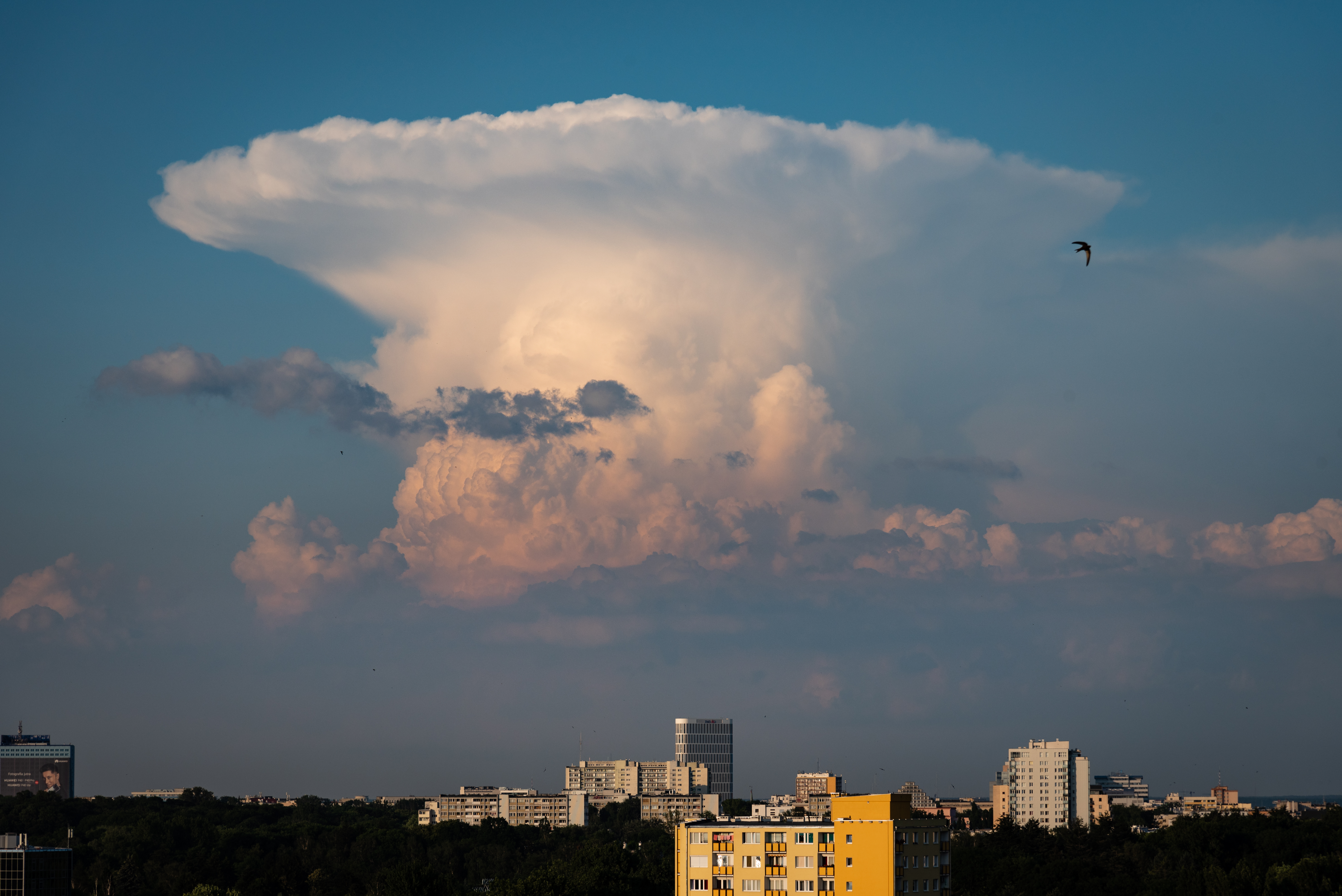
夏の晴天下のかなとこ雲

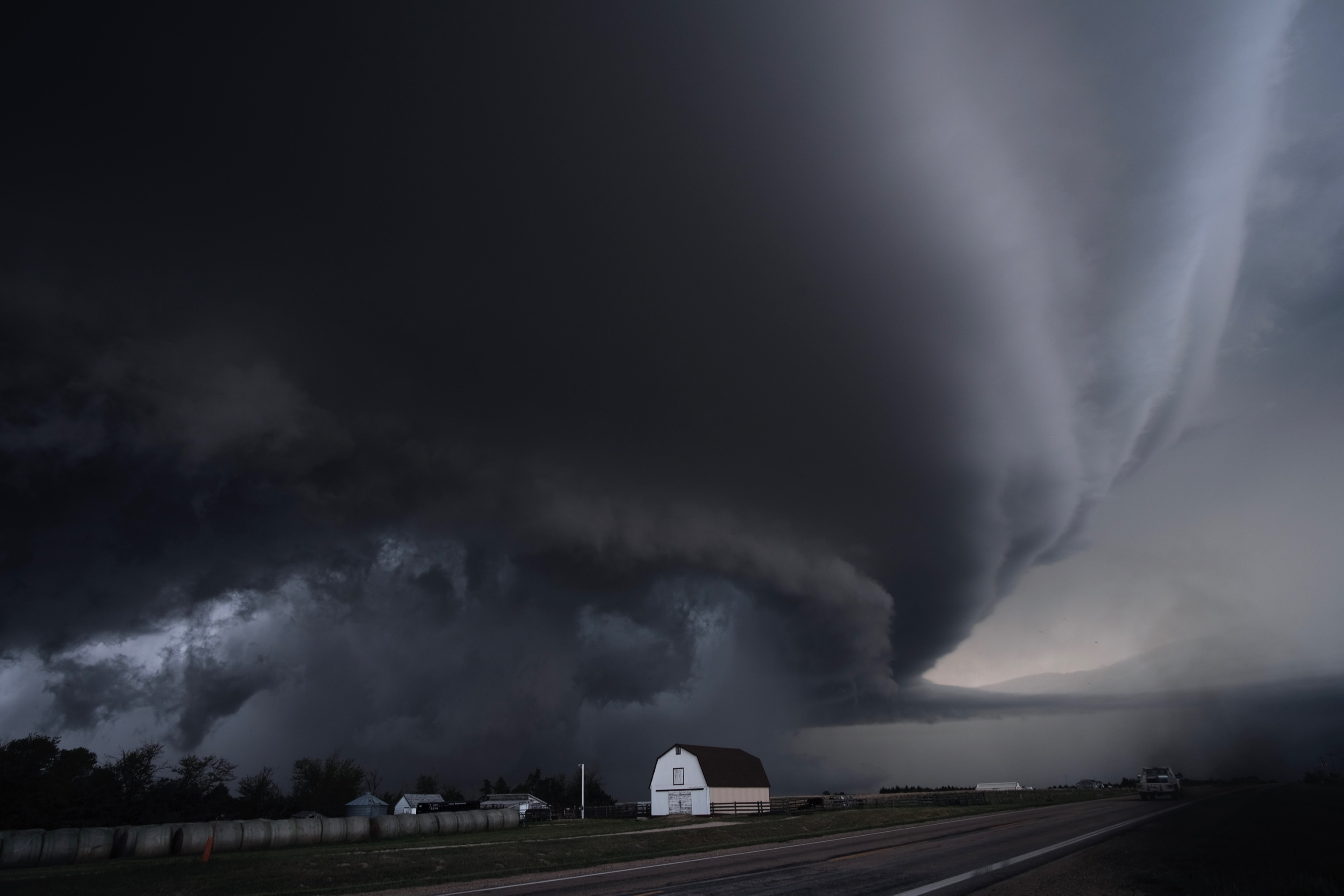
雲底の黒い積乱雲とちぎれ雲、アーチ雲、降水雲

国際雲図帳における10種類の基本雲形の1つに数えられる。ラテン語学術名は「cumulus」（積雲）と「nimbus」（雨雲、乱雲）を組み合わせた「Cumulonimbus」（キュムロニンバス）で、略号は Cb 。

## 特徴

### 概観
積乱雲は濃密な水滴や氷晶からなる雲粒で構成されている。たいてい雲の輪郭がはっきりとしていて、太陽に照らされた部分は白く輝き眩しいが影の部分は暗く、上部は濃密な巻雲のように輪郭がぼやけた部分をもち、下部は暗く黒っぽい。積乱雲が空のほとんどを覆うと、日中でもかなり暗くなることがある。
多くの場合、もこもこと膨らんでいた雲頂は一定の高さで天井にぶつかったように水平に広がるかなとこ雲となる。雲頂付近にベールのような頭巾雲やベール雲がくっついていることもある。
雲底は水平だがでこぼことしており、雲底下にはときどき崩れた形のちぎれ雲やロール状のアーチ雲がみられる。
積乱雲の雲底はおおむね（緯度に関わらず）地表から高度2,000 mの範囲内にあり、多くは（中緯度で）600 - 1500 m程度。雲頂はしばしば（中緯度で）10キロメートル(km)を超える。雲底から雲頂までの高さは（中緯度で）ふつう3,000 m以上あり、稀に15,000 mにも達する。
積乱雲は周囲の大気の不安定を背景にして発達した対流により垂直に成長する。かなとこ雲のように雲頂が水平に広がるのは、圏界面（対流圏界面）の高さまで達するとその上の成層圏が強い安定成層にあり、それより上に発達できなくなるためである。
個々の積乱雲やその対流の水平方向の大きさは5 kmから15 km程度で、持続時間は30分から1時間程度。なお、 スーパーセルと呼ばれる巨大なものは単体でも100 kmに達する場合がある。また、複数の積乱雲がまとまって活動するマルチセルは20 kmから100 km程度、1時間から3時間程度になり、線状降水帯を形成するような対流活動は50 - 200 kmに及ぶ。これらは大気の運動規模の中ではメソスケールに分類される。
積乱雲は極地での発生は稀だが、熱帯や温帯ではよくみられ、対流が活発な熱帯収束帯の降雨は主に積乱雲によりもたらされる。

### 降水・雷・突風・雹
多くの積乱雲は強い雨または雪、霰や雷を伴い、強度変化の大きい驟雨性の降水となる。しばしば時間雨量数十ミリとなるような激しい雨が降る。またときどき雹や突風が生じる。乱層雲による一様な雨とは対照的。
雷・雹・突風などのsevere weather（荒天）は、生じる範囲は局地的でランダム性があるが、直撃したときには深刻な被害となる可能性をはらんでいる。
落雷は雲の下や、周辺にも及ぶ。雷鳴の聞こえる範囲は約10 kmだが、落雷現象は水平方向に10 km程度の広がりをもって発生するため、原則として雷鳴が聞こえはじめたらその場所にも落雷の恐れがあり、安全を確保する必要がある。危険な場所で姿勢を変えただけで雷撃を軽減することはできないので、第1に、鉄筋コンクリート造建物や自動車の中への退避を目指す。それができない場合は、4 - 20 mの電柱・電線や鉄塔の「保護範囲」内、つまり見上げた角度が45°以上かつその物体の足元からは数 m離れたところで姿勢を低くすることが次善の策となる。なお、樹木は広がる枝葉からの側撃雷のおそれがあるため近づかないほうがよい。
孤立した積乱雲の雨は数十分程度しか続かないが、降り方が強いときに浸水などの被害が生じることがある。
積乱雲を伴う降雨が数時間以上続いて大雨・集中豪雨となることもあるが、その原因には積乱雲の組織化（後述）、収束帯の維持や暖かく湿った空気（暖湿流）の下層への流入、地形性の上昇などが作用している。
積乱雲には、ダウンバーストやガストフロント、竜巻などの突風が発生する。ダウンバーストは激しく吹き出す積乱雲内の下降気流が地面にぶつかり瞬間的な強風をもたらすもので、風速はときに50メートル毎秒(m/s)を超えることもある。ガストフロントも下降気流が地表で水平に流れ出すもの。竜巻は積乱雲に伴う上昇気流がもたらす激しい気流の渦巻きで、強いものは推定風速が100m/sを超えることもある。

### 積雲との違い
積乱雲は、雄大雲（雄大積雲）がさらに発達したものである。雄大雲から積乱雲への変化は氷晶の形成が鍵となっている。つるんとしていた雲頂の輪郭がぼやけたり毛羽立ったりする変化がまさに氷晶の存在を示している。なお、雲頂の輪郭がぼやけたものを無毛雲、毛羽立ちがあるものを多毛雲と呼ぶ。
かなとこ状になっていない積乱雲と雄大雲とを外観で区別することは難しい場合があり、積雲にはない雷や雹を伴うかどうかが判断の基準となる。
降雨を観測する気象レーダーでは、μmオーダーの雲粒は映らず、積乱雲（雷雲）では個々に活動して盛衰するエコーセルが群れるように映る。典型的には発生からおよそ10分後に上空の弱いエコーが初めて捉えられ、それが上下に拡大して強まり、上空に強いエコーができて15分ほどすると地上の降雨が開始し、次第に強まって、やがて減衰する経過をとる。統計的には、エコー頂（エコーの最上部）が−20℃以下の層まで発達すると雷放電を伴った雷雲になる。

## 発生原因

気温断面図。横軸:気温, 縦軸:高度, 太線:大気の気温（状態曲線）。

積乱雲やその前段階の積雲はふつう、大気の不安定な状態のもとで鉛直方向へ大きく発達する。典型的には、地表付近が温まる夏の晴れの日や、上空に寒気が流入したときによく発達する。
例えば風が山を越えたり地表の加熱で空気が膨張したりして、空気は持ち上げられる。持ち上げられた空気は気圧が下がり気温が下がる。単純化のため周囲と混ざり合わない断熱過程として考えるが、このとき、湿度が100 %に達していないうちは空気塊の温度は1 kmにつき9.8 ℃下がる（乾燥断熱減率）。冷やされ湿度100 %に達し（飽和し）なおも持ち上げると、飽和した空気塊の温度は1 kmにつき約5 ℃下がる（湿潤断熱減率）。まわりの大気は大まかな平均で1 kmにつき約6 ℃下がる環境（気温減率）にあって、非常に乾燥した空気なら持ち上げ続ければまわりより冷たくなって上昇が抑えられるが、湿った空気なら途中で凝結してより長い距離をまわりより暖かく浮力のはたらく状態で上昇できる。大気はたいていこの状態（条件付不安定）にある。地表が温まったり上空が冷えたりすれば大気の気温減率は増し空気塊をより長く上昇させる方にはたらく。
また、厚みのある空気層が持ち上げられたとして考えると、高度が高くなるほど湿度が下がる（厳密には相当温位が減少する）空気層は、上の部分は飽和せず速く冷えていくが、下の部分は持ち上げている途中で飽和しゆっくりと冷えていく。そのため持ち上げるほど温度差が増し不安定度が増大する状態（対流不安定）となる。暖かく湿った空気が流入すると対流不安定度が大きくなり積乱雲が発達しやすくなる。対流不安定は空気層を持ち上げる気流、擾乱があれば不安定だがなければ安定なのでポテンシャル不安定、日射加熱により生じやすいので熱的不安定ともいう。
積乱雲の発生しやすさを直接的に説明するのは潜在不安定。ある時点の気温をプロットした断面図を用いた説明をすると、地表の空気塊は(A)から乾燥断熱線に沿って(B)の持ち上げ凝結高度(LCL)に達し、湿潤断熱線に沿って(C)の自由対流高度(LFC)を経由し(E)の平衡高度(EL)へ至る。擾乱や加温上昇によって空気を自由対流高度まで持ち上げると、それ以降は空気そのものの浮力によって平衡高度まで上昇し続ける。持ち上げ凝結高度はほぼ雲底高度、平衡高度はほぼ雲頂高度に相当する。図中の対流抑制(CIN)はその面積が対流を抑える力の大きさを示し、対流有効位置エネルギー(CAPE)はその面積が対流を促す力の大きさを示す。
自由対流高度(LFC)が低いほどCINは小さく、積乱雲（対流）の"発生しやすさ"の指標としては500m高度から自由対流高度までの距離 (dLFC)がよく用いられる。不安定度の大きさの目安にはCAPEやショワルター安定指数 (SSI)などが用いられ、雷の発生しやすさや強度の目安にはSSI、平衡高度などが用いられる。ダウンバーストや竜巻の発生しやすさにもいくつかの指標がある。

## 積乱雲の一生

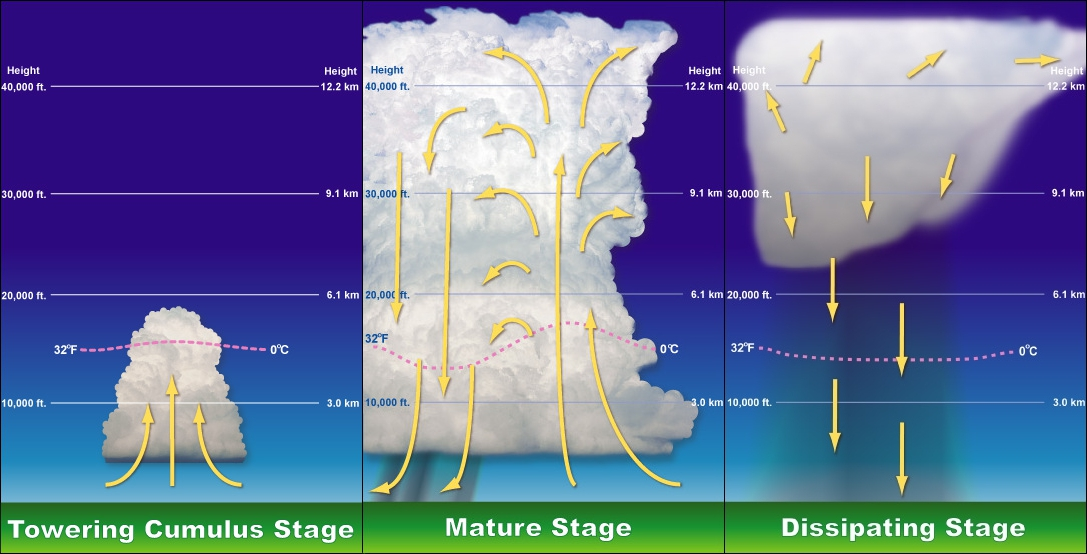
積乱雲発達の説明図 左から成長期、成熟期、消滅期

積乱雲には寿命があり、ひとつの積乱雲はせいぜい30分から1時間程度しか続かない。発達した雲で生じる雨粒などの降水粒子が下降流を生じるためである。組織化しない単一セルの積乱雲がこのような経過をたどり、自身の生み出した下降流のため消える"自己破滅型"と称されることもある。

### 成長期（積雲期）
積雲から成長する段階で、上昇流によって上方に雲が発達していく。上昇流はふつうの積乱雲で10メートル毎秒(m/s)程度、強いものは30 - 40 m/sに達するほどで、観察していると見て分かるくらいのスピードで湧き出すものもある。雲の中はまだ上昇流のみ。水滴や、0 ℃以下の層では一部に氷晶を含む雲粒が生じ大きくなっていく。雨粒の大きさに達するものもあるが僅かで上昇流に浮かんでいる。

### 成熟期

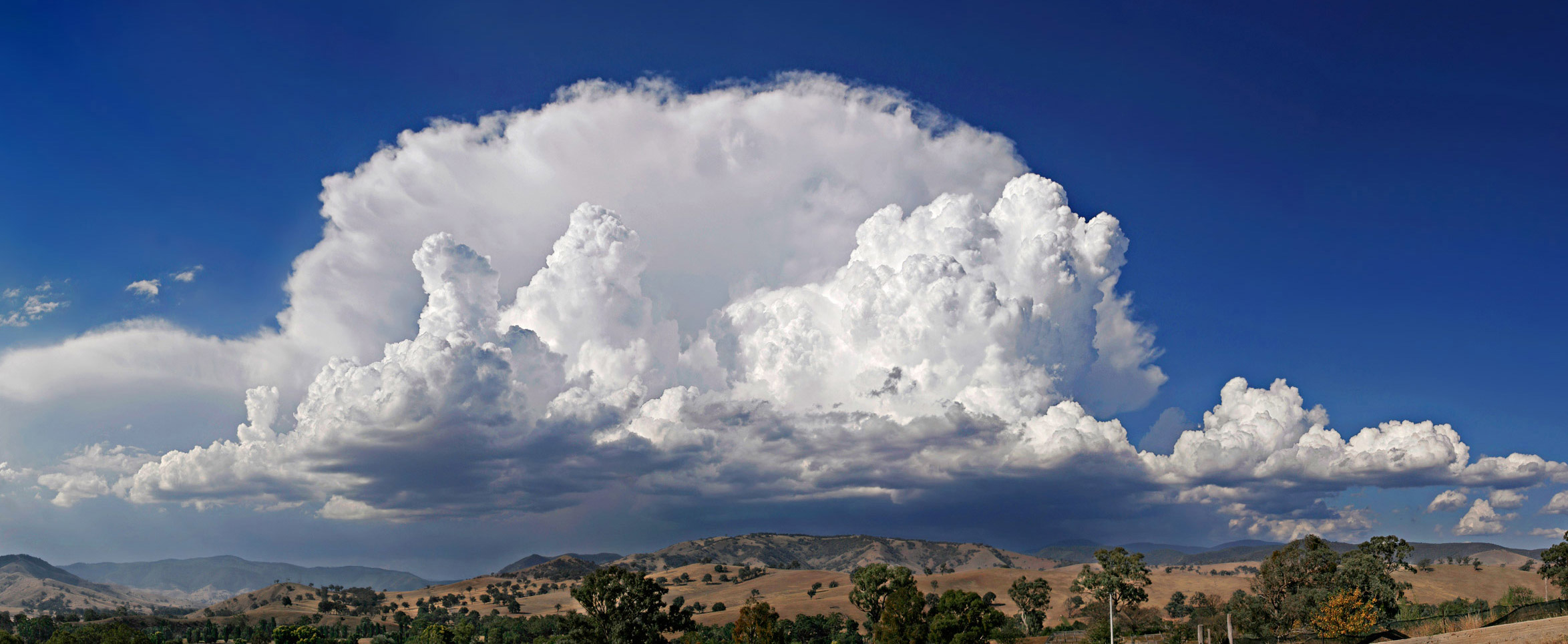
かなとこ状多毛積乱雲(Cumulonimbus capillatus incus)の全景

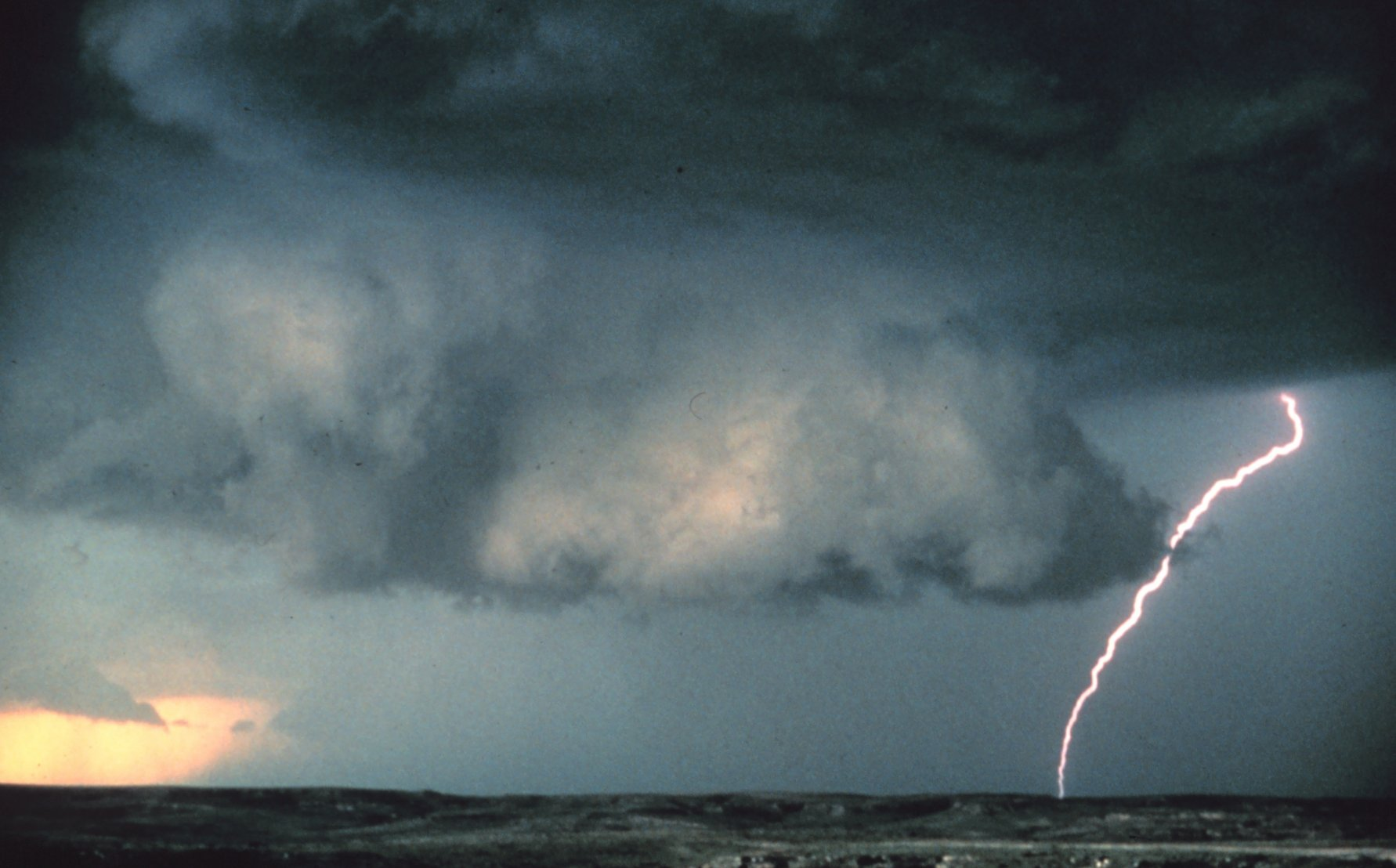
雷と降水を伴った積乱雲

成熟期は下降流が生じて上昇流と共存する段階。たくさんの雲粒が雨粒や雪片のサイズに成長し、上昇流よりも自重による落下速度のほうが大きくなって、落下に転じるものが出てくる。たくさんの粒子が落下すると、空気を押し下げる効果（ローディング, loading）により、下降流を生じはじめる。ローディングは、雨粒や雪片が融解や蒸発に伴い周囲の空気から蒸発熱を奪い冷やすことも原因になっている。
平行して、発達した雲では上部から氷晶の形成が始まり、それが雪片や氷の粒子へと成長していく。0 ℃以下の層の雲粒は主に過冷却水滴で構成されるが、比較的大きな雪片や氷粒子は落下しながらぶつかった過冷却水滴をその表面に付着凍結させながら大きく成長し（雲粒捕捉成長、ライミング）、霰となる。この過程で特に大きくなったものや、更に落下の過程で一時的に0 ℃以上の層に入って霰の表面が溶けた後、強い上昇流により再び0 ℃以下の層に入って凍結、さらに捕捉成長することを何度か繰り返して積層構造になった氷塊が、雹となる。なお暖かいときには、0 ℃以上の層で雪片や一部の霰は融解し雨となる。
残った上昇流はさらに雲を上部に発達させる。ときに圏界面に達し、上部が水平に広がってかなとこ雲を形成することがある。
一方、下降流とともに大量の雨または雪が地上に落下し、降水が強まる。
積乱雲に生じた下降流はしばしば雲底の下に蓄積して冷気プールを形成、周囲よりやや気圧が高くなるメソスケールの高圧帯（雷雨性高気圧、メソハイ）が解析される。なお、雲底付近の下降気流によって乳房雲を伴うこともある。
多くの積乱雲には雷がみられるが、雲内での降水粒子の落下、特に霰の作用が雲内の帯電に関わっている。霰と氷晶との接触時、−10 ℃以下では霰は負、氷晶は正、−10 ℃以上では霰は正、氷晶は負にそれぞれ帯電する。氷晶は上昇、温度の比較的高い霰は成長して落下するため、雲の中は正に帯電する部分と負に帯電する部分が生じる。雷は、こうした強い帯電を解消しようとして生じ、雲の内部（雲内放電）、雲と周囲の大気（雲放電）、雲と地表（対地放電、落雷）それぞれで生じる。雷の放電はその経路に強い発光（電光）と轟音（雷鳴）を伴う。雷放電の経路は瞬時に高温で加熱され、生じた衝撃波が雷鳴として聞こえる。

### 減衰期

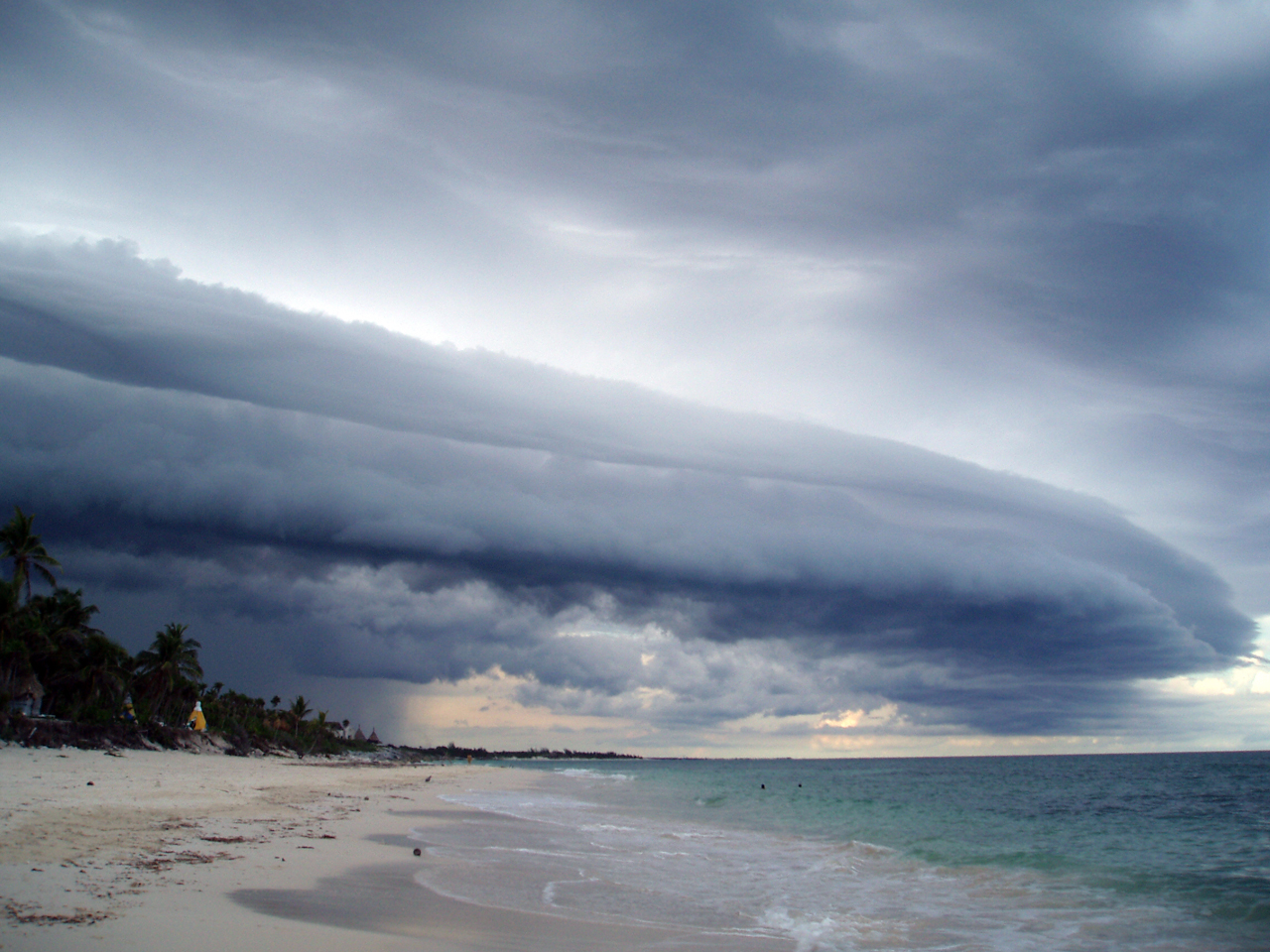
アーチ雲を伴ったガストフロント、メキシコ ユカタン半島にて

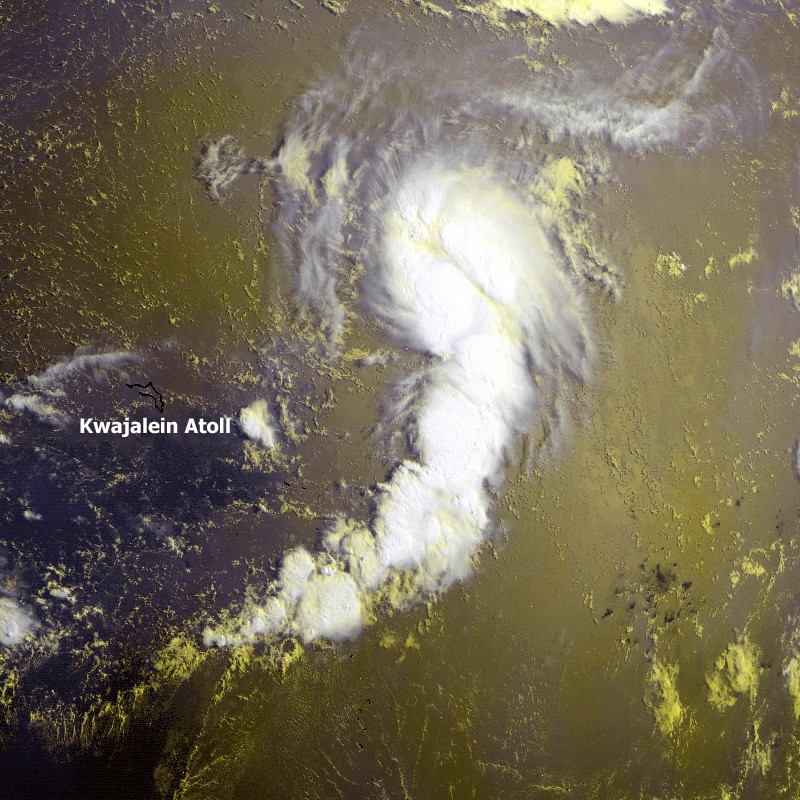
2000年台風7号のもととなった積乱雲の列、マーシャル諸島近海

減衰期は上昇流が消えていき下降流が強まって雲が消えていく段階。下降流が蓄積した冷気は地上に達すると水平に広がり周囲へ流れ出す（冷気外出流）。冷気外出流は、まわりの比較的暖かい空気と衝突して寒冷前線に似た構造の衝突面を形成し、冷気が暖気を押しのけるように移動する。この小さな前線をガストフロントと呼び、付近では突風が吹くこともある。
。
強い下降流はときに突風災害が生じるダウンバーストとなることがある。不安定度が高いときに生じやすい。
雲の下部に気流の渦が生じ、稀にその中から積乱雲へとつながる激しい渦、漏斗雲を伴う竜巻へと発達するものもある。竜巻はメソサイクロンのあるスーパーセルで発生する例や、局地的な前線付近で発生する例が多い。
上昇流が消え下降流のみになると、雨は次第に弱まり、残った雲も蒸発して消えていく。
スーパーセルは上昇流と下降流の領域が分離したもので、積乱雲の寿命が長くなる。水平規模も数倍あり、雲全体がゆっくりと回転している（メソサイクロン）。また、大きく広がるかなとこ部分を持ち、上昇流のてっぺんにはオーバーシュートと呼ばれる雲の隆起部分が生じる。

### 積乱雲の組織化
積乱雲の対流を細胞に例えて降水セル（precipitation cell）と呼ぶ。個々の降水セルが独立に活動して積乱雲が一生を終えるものはシングルセル、気団性雷雨と呼ぶ。一方で、ひとつの積乱雲が新たに次の積乱雲の発生に関与し、複数のセルが関係しあうものをマルチセル、マルチセル型雷雨、巨大雷雨と呼ぶ。
積乱雲の下降流が地表に流出したガストフロントを起点として上昇流があり、大気が不安定ならば対流が生じる。これにより新たな積乱雲が発生する。このような機構を積乱雲の"自己増殖"、"世代交代"、降水セルの"組織化"とも呼ぶ。組織化した積乱雲は1つの大きな雲の塊のように見える。マルチセルは風の鉛直シア（風向・風速の高度差）が大きい時に生じやすく、地形の影響で生じることもある。マルチセルは降雨の継続時間を長くすることがある。大きく分けて、スコールラインと呼ばれる比較的早く移動するものと、降水バンド（線状降水帯を含む）と呼ばれるゆっくり移動するものとがある。
なお、熱帯低気圧（台風）は熱帯の海洋上で積乱雲群が発達し長時間維持されたもの。雲が生じるとき放出される潜熱を原動力として、数百 km規模の低気圧性の循環が生じて強化されている。

## 社会的影響

### 航空機
雲頂が対流圏界面付近に達する積乱雲は、たびたび航空機の航路上の障害物となる。航空機の操縦において、巡航高度よりも背の高い巨大な積乱雲が自機の針路に存在し、かつ、それが迂回すれば雲の中に入らずに済みそうな場合、パイロットは安全のために、自動操縦を解除してでも積乱雲を迂回することがある。雲内に入った場合、雲の下部や中部は非常に暗く視界はほぼゼロ、上部は明るい場合もあるが視程が極端に低下する。過冷却の雲粒により機体への急速な着氷が生じる可能性もある。
積乱雲の下で起こるダウンバーストは、特に離着陸時に航空機に大きな危険をもたらし、飛行中にも支障を及ぼす。ダウンバーストの監視には、空港周辺に設置されるドップラーレーダーが用いられる。
雲中の鉛直流（上下の気流）は15 m/sを超えるほど強まることがある。乱気流や雷の直撃も、航空機に問題を引き起こす可能性がある。雲の周囲では放電現象（セントエルモの火）が生じることがあり、気温0 ℃から−2 ℃の時に最もよくみられる。

### パラグライダー
積乱雲の強い上昇気流にパラグライダーなどが巻き込まれると、予想もしていないほどの高高度へ上昇させられてしまう。急激な上昇と低酸素・低温の環境に放り込まれることで気絶したり、命に係わる場合もある。このような上昇気流はクラウドサックと呼ばれる。
2007年にはポーランド人の女性、エバ・ウィスニエルスカが、オーストラリアのニューサウスウェールズ州で積乱雲の強い上昇気流に巻き込まれ、秒速20メートルのスピードで上空約1万メートルまで飛ばされた（正確には9,946m）。雹に打たれ、落雷に遭い、氷に覆われて40分間意識不明に陥った。ウィスニエルスカは6,900mの高さで意識を回復し、小さな農場が見えたのでそこへ着地。耳と足に凍傷を負ったが生還している。着地地点は離陸地点から約60km離れた場所だった。ウィスニエルスカと同じ積乱雲に上昇させられてしまった中国人のパラグライダーは死亡した。

## さまざまな積乱雲

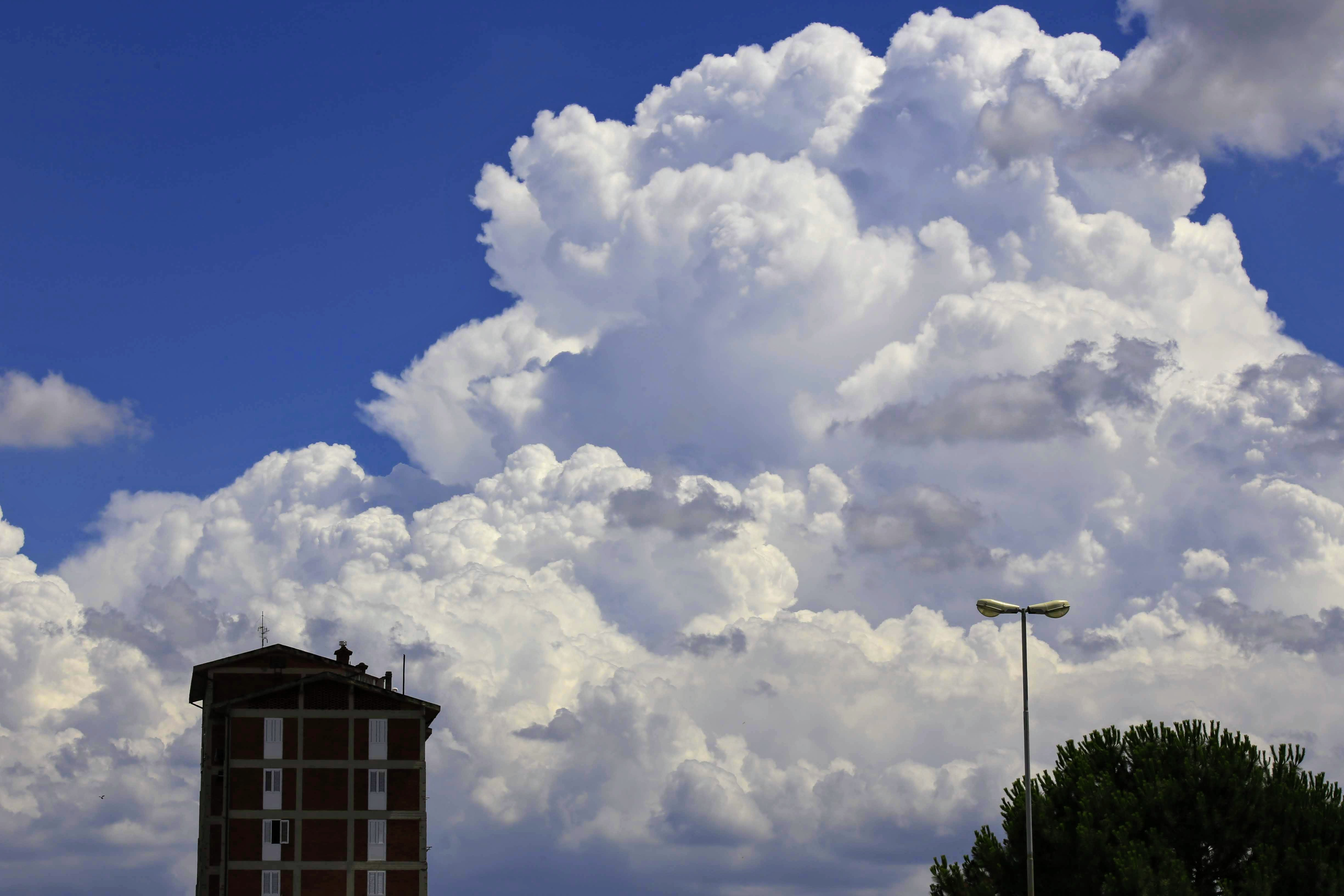
毛羽立った部分のある積乱雲
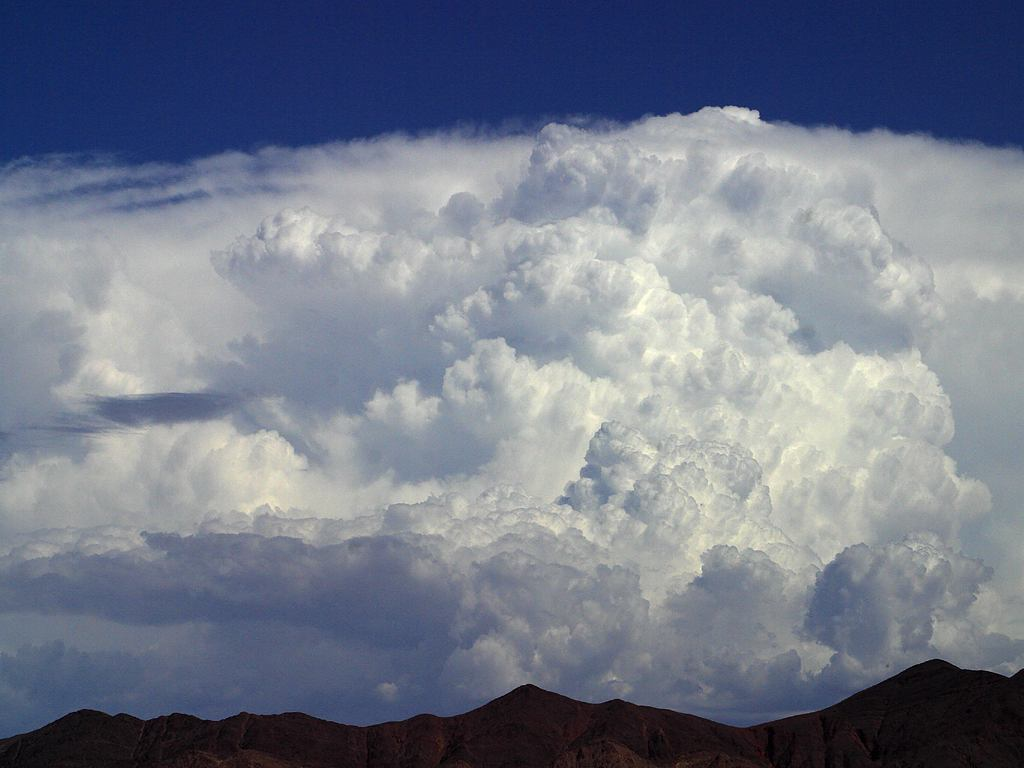
積乱雲。上部にかなとこ巻雲が広がる
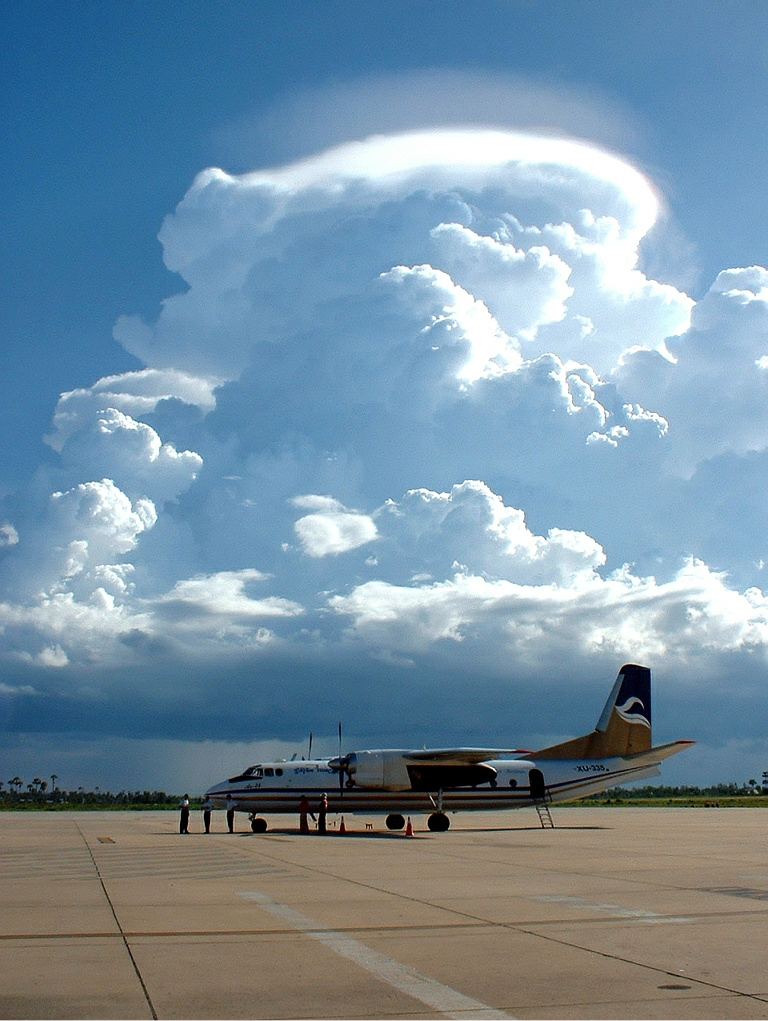
積乱雲と頭巾雲
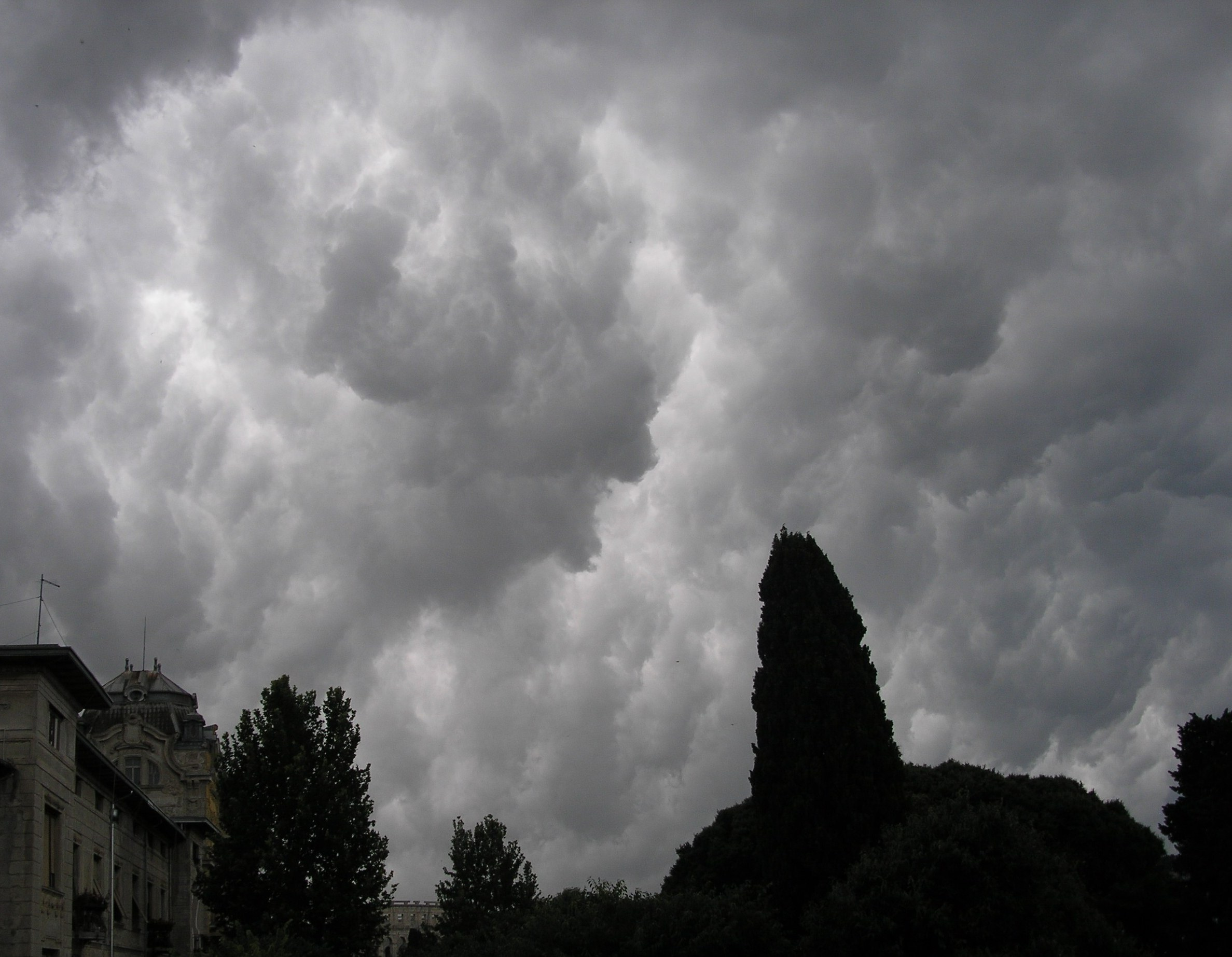
積乱雲底の乳房雲
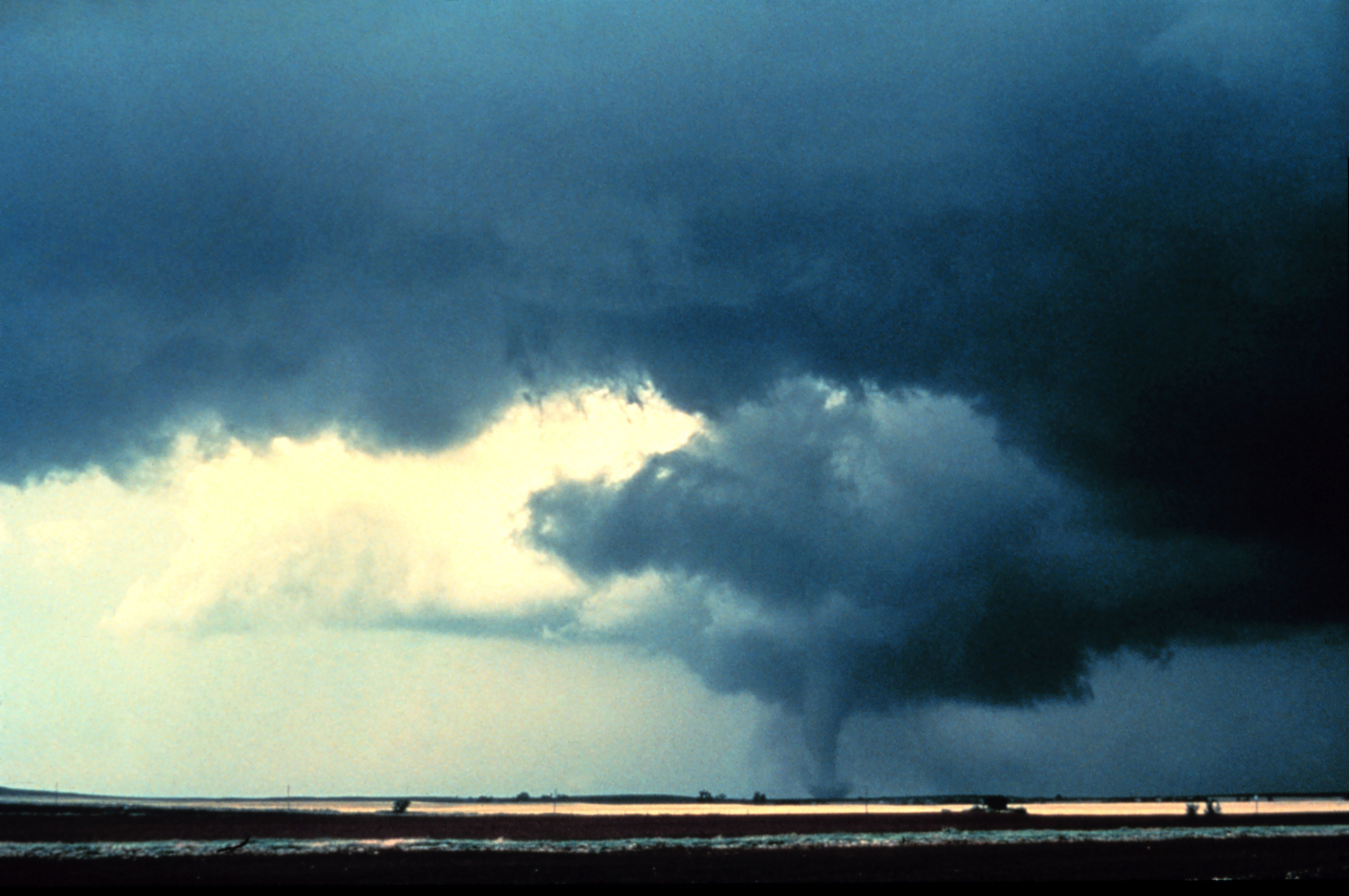
暗い積乱雲底のmurus、漏斗雲
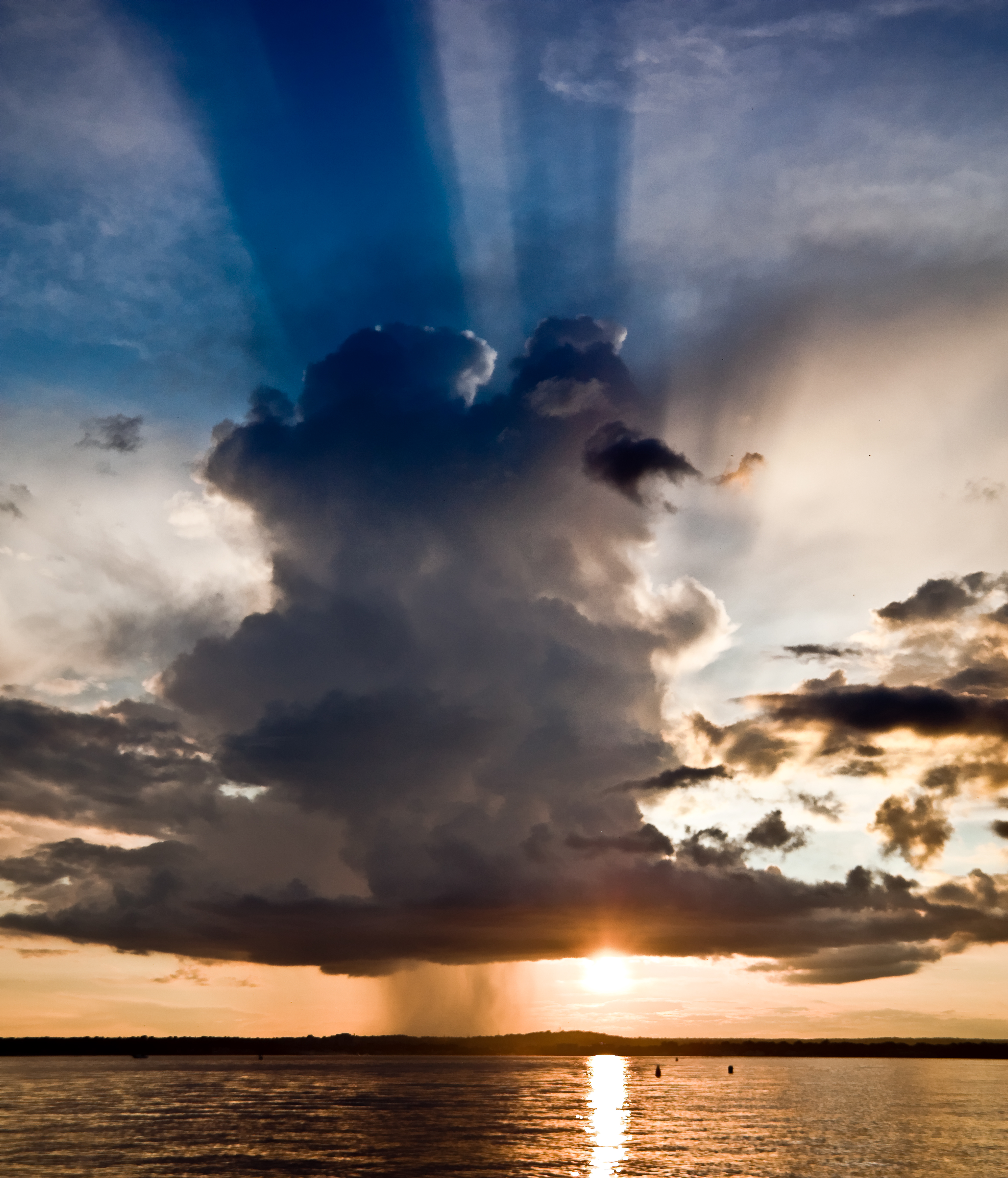
夕日に染まらない灰色の積乱雲と光芒

## 派生する雲形
国際雲図帳2017年版の解説によると、積乱雲に現れることがある種・変種・副変種は以下の通り。変種はない。
- 雲種 - 無毛雲、多毛雲
- 雲副変種（部分的に特徴のある雲） - 降水雲、尾流雲、かなとこ雲、乳房雲、アーチ雲、murus[注釈 1]、cauda[注釈 2]、漏斗雲
- 雲副変種（付随して現れる雲） - ちぎれ雲、頭巾雲、ベール雲、flumen[注釈 3]

## 文化
日本では夏によく発生することから夏の情景とされ、「積乱雲」「入道雲」「夕立雲」は俳句において夏の季語になっている。